# Alain Maury
| Odkryte planetoidy: 9                                | Odkryte planetoidy: 9 | Odkryte planetoidy: 9 |
| ---------------------------------------------------- | --------------------- | --------------------- |
| (3838) Epona                                         | 27 listopada 1986     |                       |
| (4404) Enirac                                        | 2 kwietnia 1987       |                       |
| (4482) Frèrebasile                                   | 1 września 1986       |                       |
| (4558) Janesick[1]                                   | 12 lipca 1988         |                       |
| (5370) Taranis                                       | 2 września 1986       |                       |
| (11284) Belenus                                      | 21 stycznia 1990      |                       |
| (21001) Trogrlic                                     | 1 kwietnia 1987       |                       |
| (120452) Schombert                                   | 6 lipca 1988          |                       |
| (152188) Morricone[2]                                | 27 sierpnia 2005      |                       |
| - [1] wraz z Jean Mueller - [2] wraz z Franco Mallią |                       |                       |

Alain J. Maury (ur. 1958) – francuski astronom. Początkowo pracował we Francji, a od 1984 roku w Obserwatorium Palomar w Stanach Zjednoczonych. Od 2003 roku mieszka w Chile.
W latach 1986–2005 odkrył 9 planetoid, w tym 7 samodzielnie. Jest również odkrywcą komety okresowej 115P/Maury, a także współodkrywcą długookresowej P/2021 U3 (Attard-Maury) i kilku nieokresowych. Ponadto w 1988 roku współodkrył 3 supernowe: SN 1988D, SN 1988K i SN 1988N. 
Planetoida (3780) Maury została nazwana jego imieniem.